# Bronze de Novallas

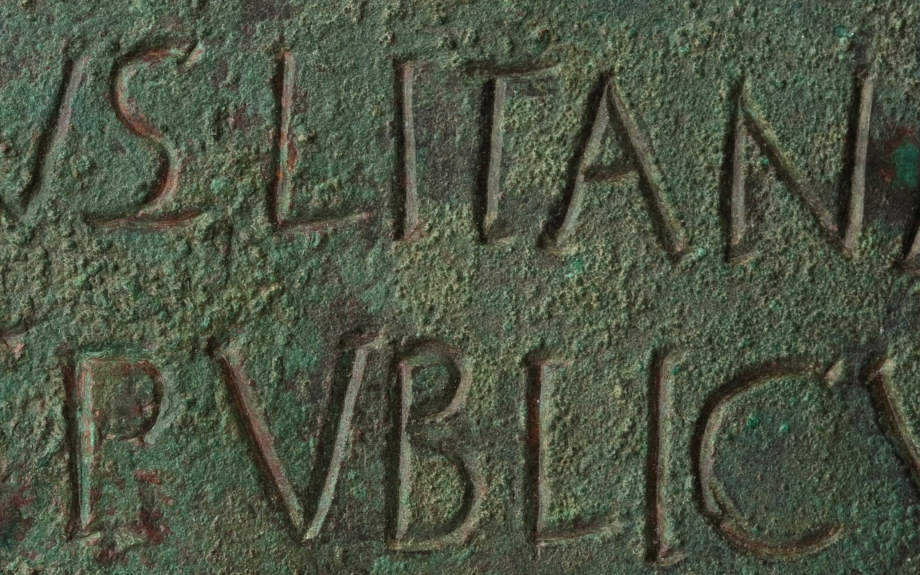
Bronze de Novallas. S'hi aprecia la S marcada i la paraula publicus

El bronze de Novallas és un fragment d'una placa de bronze de 22,5 x 18,1 centímetres i 3 mil·límetres de gruix, trobat de manera fortuïta a Novallas (Saragossa), concretament al jaciment de la Plana, que data de la segona meitat del segle I de l'era actual, data posterior a la fabricació de la peça de bronze en si.
La peça conserva onze línies i unes 40 paraules corresponents a un text disposat probablement en columnes i gravat en alfabet llatí en una llengua paleohispànica indoeuropea, quasi amb tota seguretat celtibèric. A més podria tractar-se d'un text de caràcter oficial i públic, el contingut del qual no es pot precisar de moment.
Una de les novetats que fan especial aquesta troballa és que hi figura un préstec del llatí a una llengua paleohispànica. La paraula que s'hi pot apreciar és publicus, que apareix en quatre ocasions en el bronze. En el text també s'hi inscriu un nou signe, la S marcada, que consisteix en una S llatina que amb un traç que indica un so diferent, un fonema fricatiu o africat. Seria un dels casos més antics coneguts de modificació de l'alfabet llatí per a adaptar-lo a la fonètica d'una llengua paleohispànica.

## Transcripció
```
1.1:[---] (...?) BEDAM (...)[---]
1.2:[---]TICAZ-TERGAZ (...?) ODAS PUBLI[---]
1.3: [---] (...) PUBLIC[OM?]
1.4:[---]DAS (...) [---]
1.5:[---] (...) ODAS PUBLICUS (...) [---]
1.7:[---]NEIS·CABINT·SAM·BEDAM·T[-C.4-]
(...) 
1.10: [---] (..) PUB[---]
1.11:

```

Font: Hesperia, banco de datos de lenguas paleohipánicas

QUENDI.ANDO.BEDAM.DV.CASCA / CAS.TERGAS.DOIBIM.ODAS.PVB(L)I / S.IIS.DUNDOM.LITANOM.PVB(L)IC / AS(II) (E)CQUE.S.VAMVS.LITANAM / M.AVDINTVM.ODAS.PVBLICVS / (B)EDAS.MEDOM.CONTREBAC / SCABINI SAM.BEDA. / DERNV / TAMCA / PVB